# Roques de Sant Andreu
Les Roques de Sant Andreu és una formació rocosa del terme municipal de Conca de Dalt, al Pallars Jussà, dins de l'antic terme d'Hortoneda de la Conca, en terres dels Masos de la Coma.
És el punt més alt del paratge de Sant Andreu, a l'extrem nord-occidental de la Serra del Pi, al límit dels territoris de l'antiga caseria dels Masos de la Coma, a llevant, i de l'antic poble de Perauba, a ponent.